# Lý Thành Đống (nhà Minh)
Lý Thành Đống (chữ Hán: 李成棟;? – 6 tháng 4 năm 1649 (Ất Mão tháng 2 năm Vĩnh Lịch thứ 3)), tên tự là Đình Ngọc (廷玉), người Ninh Hạ, quân tịch vệ Ninh Hạ tỉnh Thiểm Tây, tướng lĩnh thời Minh mạt Thanh sơ. Ông từng là bộ tướng trong quân của Lý Tự Thành, ban đầu ra hàng nhà Minh và nhà Thanh, về sau lại cử binh phản Thanh phục Minh. Ông nổi tiếng vì gây ra ba vụ thảm sát ở Gia Định. Sau vì chống Thanh mà bị quân Thanh truy sát đến nỗi rơi xuống nước chết đuối.

## Tiểu sử

### Ra hàng nhà Minh
Lý Thành Đống vốn dĩ là thuộc hạ dưới trướng Cao Kiệt trong quân của Lý Tự Thành, hiệu là Lý Ha Tử (李訶子), sau theo Cao Kiệt ra hàng triều Minh, làm quan tới chức Tổng binh, Đô đốc đồng tri, Tướng trấn thủ Từ Châu.  

### Đầu hàng nhà Thanh
Tháng 4 năm Thuận Trị thứ 2 đời Thanh (1645), Dự Thân vương Đa Đạc thống lĩnh đại quân tiến xuống vùng Giang Nam, Lý Thành Đống dẫn toàn quân đầu hàng nhà Thanh. Ông tháp tùng Bối lặc Bác Lạc tấn công Phúc Kiến và được phong làm Đề đốc Quảng Đông. Lúc đặt chân đến Dương Châu, ông liền chỉ đạo binh lính tiến hành cướp bóc và thảm sát bừa bãi ở Gia Định mà về sau sử sách gọi biến cố này là "Gia Định tam đồ". Kể từ đó, mọi người "xa gần đều bắt đầu cạo đầu tết tóc, xưng là thuần dân nhà Thanh". Tháng 11 cùng năm, ông được triều đình phong làm quan Tổng binh Ngô Tùng. 
Tháng Giêng năm Thuận Trị thứ 4 (1647), Lý Thành Đống kéo quân tới vây hãm Triệu Khánh, khiến Vĩnh Lịch Đế Chu Do Lang phải chạy trốn đến Quế Lâm. Lý Thành Đống cho rằng mình vì triều Thanh lập công lớn nhưng lại chỉ được phong làm Đề đốc và phải chịu sự kiểm soát của Tổng đốc Đồng Dưỡng Giáp, do vậy mà ông cảm thấy không hài lòng. Trương Ngọc Kiều, thiếp của Trần Tử Tráng, Đông các Đại học sĩ triều Vĩnh Lịch được Lý Thành Đống nạp làm thiếp yêu của mình. Nàng thường nghĩ đến việc phản Thanh phục Minh rồi ít lâu sau thì tự sát. Con nuôi của Lý Thành Đống là Lý Nguyên Dận từng khuyên ông phản Thanh. Viên Bành Niên biết Thành Đống không vui bèn "dùng một số lời lẽ hòng khiêu khích ông".

### Cử binh chống Thanh
Đầu năm Thuận Trị thứ 5 (Vĩnh Lịch thứ 2, 1648), Kim Thanh Hoàn và Vương Đắc Nhân ở Nam Xương khởi sự chống Thanh. Bản thân ông cũng bất mãn với triều Thanh nên đến tháng 4 cùng năm bèn phát động binh biến ở Quảng Châu, quy thuận chính quyền Vĩnh Lịch của nhà Nam Minh, được phong là Quảng Xương hầu và ban tước Huệ Quốc công. Sau khi Lý Thành Đống theo về chính quyền Vĩnh Lịch, ông tỏ ra rất tôn trọng triều đình Nam Minh.
Lý Thành Đống tập kết động man Thổ Trước, kêu gọi được cả trăm vạn người. Trước sau ba lần tiến đánh Cám Châu ở Giang Tây. Tháng 7 năm Vĩnh Lịch thứ 2, ông lần đầu tiên dẫn ba vạn quân ra khỏi Nam Hùng kéo tới đánh Cám Châu và cứu viện Nam Xương. Tướng trấn thủ Cám Châu là Cao Tiến Khố dùng kế trá hàng, họ Cao nói rằng nếu viện binh của quân Thanh không đến kịp vào mùa thu thì ông ta sẽ nộp tiền ra hàng, Lý Thành Đống tin đó là thật bèn trì hoãn cơ động chiến mà ngồi nhìn Nam Xương bị vây khốn. Cuối tháng 9 năm đó, họ tấn công Cám Châu lần thứ hai, Tuần phủ Giang Tây Lưu Vũ Nguyên thừa lúc trời tối đã cử đội cảm tử quân thòng dây từ trên tường thành xuống giao chiến với đối phương, lại chia quân thành ba cánh đánh bại quân Minh tại các cổng phía đông, phía tây và phía nam. Lý Thành Đống cưỡi ngựa chạy trước, binh lính vội vã vượt sông bỏ trốn khiến hàng vạn người chết đuối, nguyên khí của quân Minh bị tổn hại nặng nề. Sau trận đánh này, ông buộc phải rút quân khỏi Nam An quay về Quảng Châu. 

### Tử trận nơi sa trường
Tháng Giêng năm Vĩnh Lịch thứ 3 (1649), Lý Thành Đống dẫn quân về phía bắc đến Nam Hùng lần thứ ba để tấn công Cám Châu, thì nhận được tin Kim Thanh Hoàn và Vương Đắc Nhân dấy loạn thất bại, thanh thế sụt giảm. Ngày 29 tháng 2 cùng năm, ông bị quân Thanh đánh bại và phải rút về trong thành Tín Phong cố thủ. Một ngày nọ, Lý Thành Đống đang ngồi trên thành lầu, bộ tướng Đỗ Vĩnh Hòa thỉnh cầu rút quân, ông bèn ra lệnh cho tả hữu uống một ít rượu, nâng cốc ném xuống đất rồi nói: “Ta vượt ngàn dặm ra nghênh đón chủ, thiên tử lập bàn thờ muốn bái ta làm đại tướng. Giờ ta xuất binh không công mà còn rút lui thì mặt mũi nào mà về gặp thiên tử nữa?".
Ngày đầu tiên tháng 3 năm đó, quân Thanh bắt đầu tấn công thành Tín Phong. Quân Minh bại trận, ông cùng một số kỵ binh thân tín bỏ chạy và chết đuối khi đang vượt sông Ngoại Đào. Triều đình Nam Minh bèn phong cho ông thụy hiệu là Trung Vũ (một số người nói là Trung Liệt), ban danh hiệu Thái Phó và Ninh Hạ vương.